# Parvulastra parvivipara
Parvulastra parvivipara is een zeester uit de familie Asterinidae.
De wetenschappelijke naam van de soort werd in 1978 gepubliceerd door Keough & Dartnall.